# استیو بریگز
استیو بریگز (انگلیسی: Steve Briggs؛ زادهٔ ۲ دسامبر ۱۹۴۶) بازیکن فوتبال اهل بریتانیا است.
از باشگاه‌هایی که در آن بازی کرده‌است می‌توان به باشگاه فوتبال دونکستر راورز اشاره کرد.